# Catch-22 (filme)
Catch-22 (Brasil: Ardil 22 / Portugal: Artigo 22) é um filme de guerra americano de 1970, adaptado do livro homônimo de Joseph Heller. Com sua temática de humor negro em torno dos "personagens lunáticos" do romance satírico de Heller, o filme ficou marcado por problemas de produção e artísticos, que resultaram em seu fracasso comercial.
Embora com uma equipe de produção talentosa - que incluía o diretor Mike Nichols e o roteirista Buck Henry (que também atuou no filme) - trabalhando no projeto por dois anos, a complexa tarefa de recriar uma base de bombardeio da Segunda Guerra Mundial e transpor para as telas uma sátira antibelicista provou-se uma tarefa difícil.

## Sinopse
A história gira em torno das aventuras e desventuras do Capitão Yossarian, um bombardeador de B-25 da Força Aérea dos Estados Unidos, e os outros membros de seu esquadrão, baseados na ilha de Pianosa durante a Segunda Guerra Mundial. A levada do filme é frenética, de um teor intelectual, e seu tom amplamente absurdista, interpelado por breves momentos de um realismo quase assustador. O filme não segue uma progressão cronológica normal, sendo contado através de uma série de flashbacks e sequências oníricas do ponto de vista do personagem principal.

## Produção

### Adaptação
A adaptação do filme alterou substancialmente a ordem seguida no livro. Vários arcos foram deixados de fora, e diversos personagens do filme fazem as vezes (tanto no diálogo quanto nas experiências) de outros persongens do livro. Apesar das mudanças, Heller aprovou o filme, conforme um comentário de Nichols e Steven Soderbergh nos extras do lançamento em DVD. De acordo com Nichols, Heller ficou particularmente impressionado com algumas cenas e trechos de diálogos criados por Henry, dizendo que se pudesse os incluiria no livro.

### Aeronaves
A Paramount firmou um contrato de 17 milhões de dólares para a produção do longa-metragem, planejando efetuar as cenas aéreas principais em seis semanas, mas essas sequências demoraram seis meses, resultando em 1,500 horas de voo para os bombardeiros. No entanto, eles aparecem no filme por apenas doze minutos. 
Catch-22 acabou se tornando célebre por seu papel em salvar os B-25 Mitchell de uma provável extinção. O orçamento do filme poderia acomodar apenas 17 B-25 em condições de voo, mas outra aeronave, sucateada, foi adquirida no México e reformada. A aeronave foi então queimada e destruída em uma das cenas, e a carcaça enterrada em um terreno próximo à pista de pouso, onde permanece até os dias de hoje.
Quinze dos dezoito bombardeiros usados nas filmagens permanecem intactos, incluindo um em exposição no "National Air and Space Museum" do Smithsonian Institution.